# Juana Camilión
Juana Camilión est une joueuse espagnole de basket-ball à trois née le 22 mars 1999 à Mar del Plata, en Argentine. Elle a remporté avec l'équipe d'Espagne la médaille d'argent du tournoi féminin aux Jeux olympiques d'été de 2024, organisés à Paris.